# Clavijo
Clavijo és un municipi de la Rioja, a la regió de la Rioja Mitjana. Limita al nord amb Alberite, al sud amb Soto en Cameros (llogaret de Trevijano) i amb Leza de Río Leza, a l'est amb Ribafrecha i a l'oest amb Nalda i amb Albelda de Iregua.

## Història
En les proximitats de la localitat tindria lloc la suposada batalla de Clavijo en l'any 844 en la qual Ramir I d'Astúries venceria enfront d'Abd al Rahman II gràcies a l'aparició de l'Apòstol Sant Jaume. En l'any 960 Garcia II Sanxes I de Navarra va fer presoner al comte Fernán González a Cirueña, confinant-lo al Castell de Clavijo, fet que constitueix la primera referència documental al Castell.
La vila apareix en els vots de Fernán González a San Millán de la Cogolla. L'any 1033, Sanç III de Navarra dona el castell al Monestir de San Martín d'Albelda. Sembla que en aquesta època van poder existir dos castells, prevalent un sobre l'altre i fent-lo desaparèixer. En 1074 Sanç IV de Navarra dona el Castell a Urraca Iñiguez, donant-lo aquesta en 1085 al Monestir de Sant Prudencio de Monte Laturce a canvi d'oracions per la seva ànima. El 12 de febrer de 1285, Sanç IV de Castella, sent infant, confirma la donació de la vila juntament amb el Castell de Clavijo, al concejo de Logronyo. En 1311 Fernando IV retorna el control de la zona al Monestir de San Martín de Albelda. En 1396 Diego López de Zúñiga lliurà la vila juntament amb Baños de Rioja, Huércanos i Bobadilla al seu fill Iñigo Ortiz de Zúñiga, pel seu matrimoni amb Juana, filla bastarda de Carles III de Navarra.
En 1476, Pedro de Zúñiga, fill gran de Diego López de Zúñiga, va vendre la vila juntament amb el castell als Comtes d'Aguilar per 400.000 maravedins.